# Naram-Sin Akadski
Naram-Sin ali Naram-Suen (Sin ali Suen je bil akadski bog Lune, enakovreden sumerski Inani) je bil akadski kralj, ki je vladal približno od 2254 do 2218 pr. n. št. (srednja kronologija). Bil je tretji naslednik in vnuk kralja Sargona Akadskega. Pod njegovo vladavino je Akadsko cesarstvo doseglo svoj višek. Bil je prvi znani mezopotamski kralj, ki je sam sebe razglasil za božanstvo in eden prvih, katerega so, po Lugal-Ane-Mundu,  naslavljali s »kralj štirih četrtin«, se pravi »kralj štirih strani sveta«.

## Življenjepis
Rojen je bil kot sin kralja Maništušuja, se pravi da je bil nečak kralja Rimuša in vnuk kralja Sargona in njegove žene Tašlultum. Njegova teta En-hedu-ana je bila visoka svečenica.

### Vladanje
Naram-Sin je trgoval  z Meluho, ki skoraj zagotovo ustreza civilizaciji v dolini Inda, in obvladoval obsežno ozemlje ob Perzijskem zalivu.  Po zmagi nad kraljem Magana je zasedel njegovo ozemlje na južnem koncu Perzijskega zaliva, na severu pa pokoril hribovska plemena v gorovju Taurus. Na njegovi znameniti Zmagovalski steli je prikazano njegovo zmagoslavje nad Satunijem, poglavarjam  Lulibov z gorovja Zagros.  Po  Seznamu sumerskih kraljev je vladal 56 let. Za vsaj dvajset let so znana njihova imena, ki so povezana predvsem z vladarjevimi  vojaškimi akcijami proti različnim nasprotnikom, kot sta Uruk in Subartu. Eno od neznanih let je opisano kot »leto, ko je Naram-Sin v Kirašenivi premagal Simurum in ujel Babo, guvernerja Simuruma, in Dubula, ensija Arame«. Druga imena let se nanašajo na njegovo gradnjo templjev v Akadu, Nipurju in Zabali. Zgradil je tudi upravna središča v Nagarju in Ninivah.
Nek mezopotamski mit pravi, da je boginja Inana po Naram-Sinovem grešnem plenjenju Enlilovega templja Ekur v Nipurju zapustila nekdanjo prestolnico Akad. Bog Enlil je v svoji jezi s hribov vzhodno od Tigrisa pripeljal Gutijce, ki so v celo Mezopotamijo prinesli kugo, lakoto in smrt. Da bi preprečili uničenje, je osem bogov odredilo, da mora biti Akad uničen, da bi se druga mesta ohranila. Zgodba bi lahko bila izmišljena, vendar kaže, da so se vdori Gutijcev začeli že v tistem obdobju.
Kmalu po Naram-Sinovi smrti so začeli na Akadsko kraljestvo vedno bolj pritiskati Gutijci in približno do leta 2124 pr. n. št. osvojili celo kraljestvo. V regiji so ostali 125 let, potem pa jih je kot dominantna politična sila na oblasti zamenjala Tretja urska dinastija.

### Otroci
Edini znani Naram-Sinov sin je njegov naslednik Šar-Kali-Šari. Izkopavanja v Tell Mozanu, antičnem Urkešu, so razkrila, da je imel tudi hčerko Taram-Agade, ki je bila morda poročena z neznanim endanom (vladarjem) Urkeša.